# Südafrikanische Badmintonmeisterschaft 1974
Die Südafrikanische Badmintonmeisterschaft 1974 fand vom 2. bis zum 7. September in Durban unter niederländischer Beteiligung statt. Es war die 24. Austragung der nationalen Titelkämpfe im Badminton in Südafrika.

## Sieger und Platzierte
| Disziplin    | Gold                             | Silber                         | Bronze                              |
| ------------ | -------------------------------- | ------------------------------ | ----------------------------------- |
| Herreneinzel | William Kerr                     | Rennie du Toit                 | Alan Parsons                        |
| Herreneinzel | William Kerr                     | Rennie du Toit                 | Kenneth Parsons                     |
| Dameneinzel  | Deirdre Tyghe                    | Gussie Botes                   | Marjan Luesken                      |
| Dameneinzel  | Deirdre Tyghe                    | Gussie Botes                   | Joke van Beusekom                   |
| Herrendoppel | Alan Parsons William Kerr        | Kenneth Parsons Rennie du Toit | Clemens Wortel Guus de Vogel        |
| Herrendoppel | Alan Parsons William Kerr        | Kenneth Parsons Rennie du Toit | Gordon McMillan John Abrahams       |
| Damendoppel  | Joke van Beusekom Marjan Luesken | J. Audibert Gussie Botes       | Deirdre Tyghe Marianne van der Walt |
| Damendoppel  | Joke van Beusekom Marjan Luesken | J. Audibert Gussie Botes       | Ann Parsons Wilma Dobie             |
| Mixed        | William Kerr Deirdre Tyghe       | Kenneth Parsons Ann Parsons    | Guus van der Vlugt Marjan Luesken   |
| Mixed        | William Kerr Deirdre Tyghe       | Kenneth Parsons Ann Parsons    | Clemens Wortel Joke van Beusekom    |